# Guardador de Margens
Guardador de Margens è il terzo album in studio del musicista portoghese Rui Veloso, pubblicato nel 1983.

## Tracce
1. Meliante
2. Elegia Sanjoaninha
3. Máquina Zero
4. Discos Pedidos
5. Cantor da Rua
6. A Ilha
7. Dança dos Modernos
8. Em Busca dum Visual
9. Slow da Falta de Quorum
10. Guardador de Margens